# Mistrzostwa Europy w Lekkoatletyce 1969 – bieg na 110 m przez płotki mężczyzn

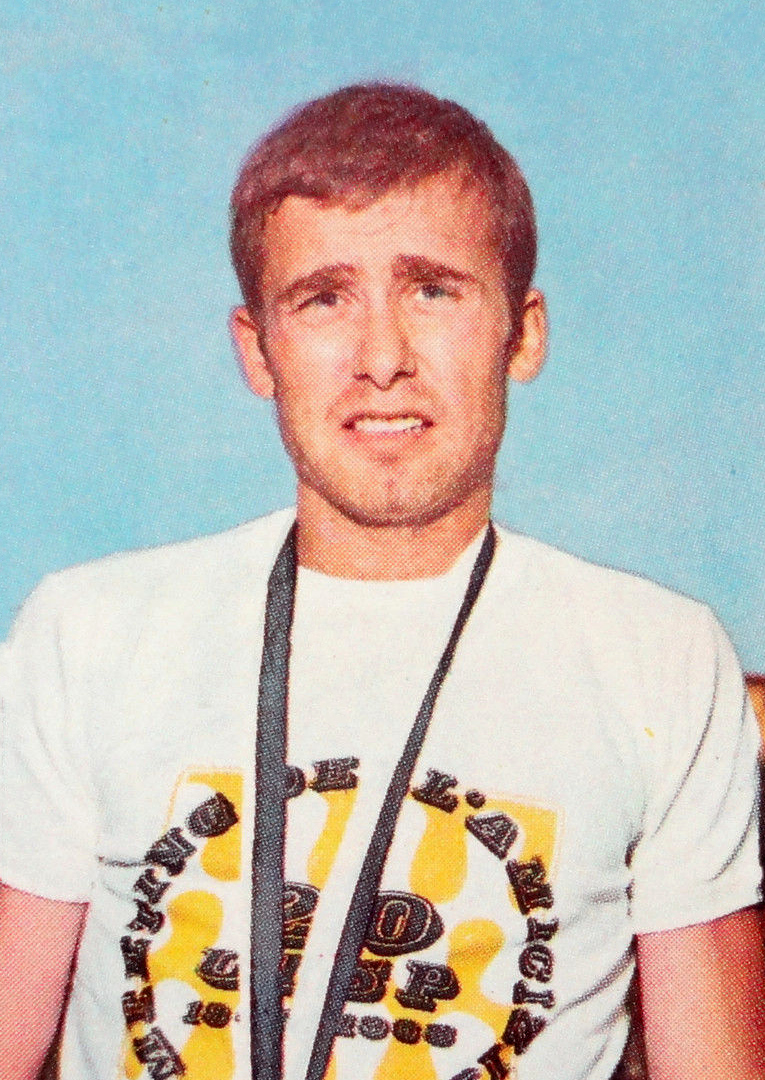
Eddy Ottoz

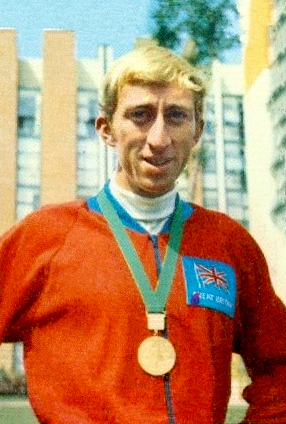
David Hemery

Bieg na dystansie 110 metrów przez płotki mężczyzn był jedną z konkurencji rozgrywanych podczas IX Mistrzostw Europy w Atenach. Biegi eliminacyjne zostały rozegrane 18 września, biegi półfinałowe 19 września, a bieg finałowy 20 września 1969 roku. Zwycięzcą tej konkurencji został reprezentant Włoch Eddy Ottoz, zwycięzca mistrzostw Europy z 1966, a srebrny medal wywalczył David Hemery z Wielkien Brytanii, złoty medalista igrzysk olimpijskich w 1968 w Meksyku w biegu na 400 metrów przez płotki. W rywalizacji wzięło udział dwudziestu czterech zawodników z szesnastu reprezentacji.

## Rekordy
| Rekord świata     | Martin Lauer (FRG) | 13,2 | Zurych, Szwajcaria | 07.07.1959 |
| Rekord Europy     | Martin Lauer (FRG) | 13,2 | Zurych, Szwajcaria | 07.07.1959 |
| Rekord mistrzostw | Martin Lauer (DEU) | 13,7 | Sztokholm, Szwecja | 24.08.1958 |

## Wyniki

### Eliminacje
Bieg 1
| Miejsce | Zawodnik         | Czas | Uwagi |
| ------- | ---------------- | ---- | ----- |
| 1       | Guy Drut         | 14,0 | Q     |
| 2       | Alan Pascoe      | 14,3 | Q     |
| 3       | Kjellfred Weum   | 14,5 | Q     |
| 4       | Marko Acerbi     | 14,6 | Q     |
| 5       | Wilfried Geeroms | 14,6 |       |
| 6       | Ari Salin        | 14,7 |       |

Bieg 2
| Miejsce | Zawodnik           | Czas | Uwagi |
| ------- | ------------------ | ---- | ----- |
| 1       | Eddy Ottoz         | 13,8 | Q     |
| 2       | Håkon Fimland      | 14,2 | Q     |
| 3       | Nicolae Pertea     | 14,3 | Q     |
| 4       | Marek Jóźwik       | 14,3 | Q     |
| 5       | Wiktor Balichin    | 14,5 |       |
| 6       | Jean-Pierre Corval | 14,5 |       |
| 7       | Hans van Enkhuizen | 15,2 |       |

Bieg 3
| Miejsce | Zawodnik             | Czas | Uwagi |
| ------- | -------------------- | ---- | ----- |
| 1       | David Hemery         | 13,8 | Q     |
| 2       | Werner Kuhn          | 14,1 | Q     |
| 3       | Frank Siebeck        | 14,1 | Q     |
| 4       | Sergio Liani         | 14,2 | Q     |
| 5       | Anastasios Lazaridis | 14,5 |       |
| 6       | Alberto Matos        | 14,6 |       |

Bieg 4
| Miejsce | Zawodnik          | Czas | Uwagi |
| ------- | ----------------- | ---- | ----- |
| 1       | Pierre Schoebel   | 14,2 | Q     |
| 2       | Raimund Bethge    | 14,3 | Q     |
| 3       | Bo Forssander     | 14,5 | Q     |
| 4       | Lubomír Nádeníček | 14,6 | Q     |
| 5       | Stuart Storey     | 14,7 |       |

### Półfinały
Półfinał 1
| Miejsce | Zawodnik        | Czas | Uwagi |
| ------- | --------------- | ---- | ----- |
| 1       | Eddy Ottoz      | 13,8 | Q     |
| 2       | Alan Pascoe     | 14,2 | Q     |
| 3       | Pierre Schoebel | 14,0 | Q     |
| 4       | Kjellfred Weum  | 14,1 | Q     |
| 5       | Frank Siebeck   | 14,1 |       |
| 6       | Werner Kuhn     | 14,1 |       |
| 7       | Marek Jóźwik    | 14,4 |       |
| 8       | Marko Acerbi    | 14,7 |       |

Półfinał 2
| Miejsce | Zawodnik          | Czas | Uwagi |
| ------- | ----------------- | ---- | ----- |
| 1       | David Hemery      | 13,8 | Q     |
| 2       | Guy Drut          | 13,8 | Q     |
| 3       | Raimund Bethge    | 14,1 | Q     |
| 4       | Sergio Liani      | 14,1 | Q     |
| 5       | Håkon Fimland     | 14,2 |       |
| 6       | Nicolae Pertea    | 14,3 |       |
| 7       | Bo Forssander     | 14,4 |       |
| 8       | Lubomír Nádeníček | 14,5 |       |

### Finał
| Miejsce | Zawodnik        | Czas  | Uwagi |
| ------- | --------------- | ----- | ----- |
| 1       | Eddy Ottoz      | 13,59 | CR    |
| 2       | David Hemery    | 13,74 |       |
| 3       | Alan Pascoe     | 13,94 |       |
| 4       | Guy Drut        | 14,08 |       |
| 5       | Raimund Bethge  | 14,10 |       |
| 6       | Pierre Schoebel | 14,10 |       |
| 7       | Kjellfred Weum  | 14,18 |       |
| 8       | Sergio Liani    | 14,19 |       |